# Булганакские каменоломни
Булгана́кские каменоломни (крымскотат. Bulğanaq taş ocağı, Булгъанакъ таш оджагъы) — подземные каменоломни в окрестностях города Керчь, у села Булганак (крымскотат. Bulğanaq, ныне Бондаренково). Добыча камня велась с XIX века вплоть до 1953 года.

## Описание
Булганакская группа каменоломен находится к северо-востоку от города Керчь в окрестностях села Бондаренково. Шахтное поле вытянуто с востока на запад, оно начинается к северо-западу от Аджи-Мушкая и длится до западной окраины Бондаренково. Открыто 11 горных выработок, пять из которых имеют длину более 1000 м.
Каменоломни были обследованы клубом «Поиск» в период с 1981 по 1994 год. В настоящее время в связи с разрушением породы и большим числом обвалов посещение каменоломен неподготовленными экскурсантами представляет опасность.

### Каменоломня Р-5
Расположена на западной стороне шахтного поля, в левом склоне оврага, известно пять входов. Протяженность выработок 1450 м, максимальное распространение вглубь массива не превышает 70 м.

### Каменоломня Р-7
Разрабатывалась в 1920—1953 годах. Наиболее крупная из выработок, протяженность ходов составляет 13 300 м. Фронт разработки основного яруса около 640 м, он уходит вглубь массива на 340 м. Включает две выработки: восточную и западную, между которыми находится небольшая сбойка. Часть входов обрушена провальными воронками на значительной площади. Штреки на сохранившихся входных участках имеют высоту до 6—7 м при ширине 5—6 м и выработаны в несколько уступов. В послевоенных разработках забор камня производился через шахтные стволы. На некоторых участках сохранились следы узкоколейной дороги. Выемка камня осуществлялся тут при помощи лебедки и вагонеток. В юго-западном участке Восточной каменоломни находится провал, вскрывший нижний ярус разработок 1930-х годов. В Центральном откаточном штреке остались следы от шпал узкоколейки. 

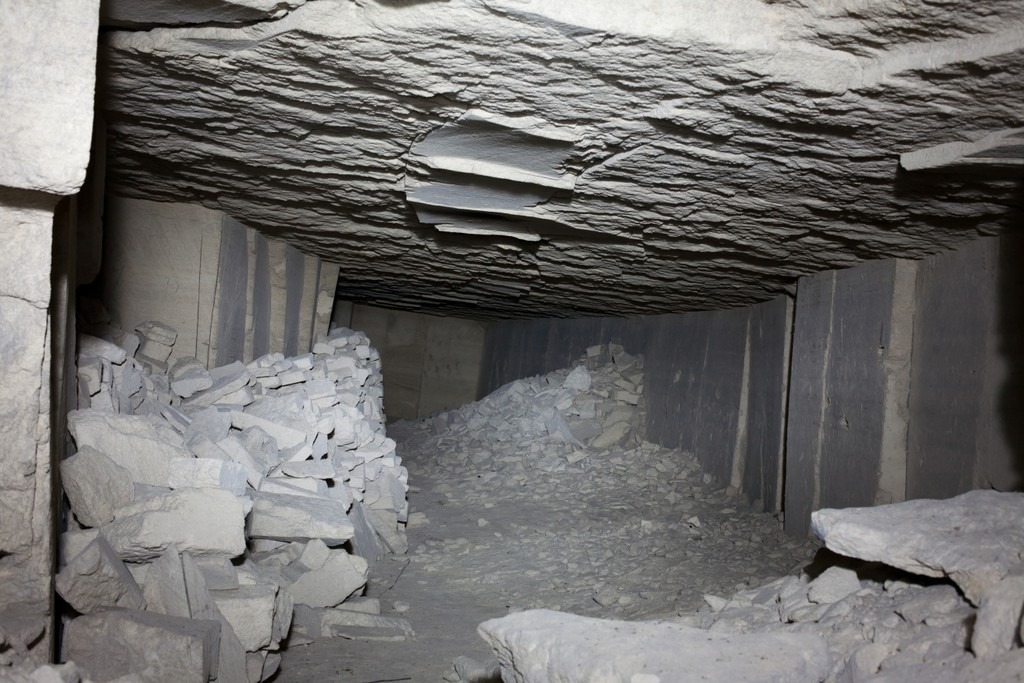
Булганакские каменоломни, выработка
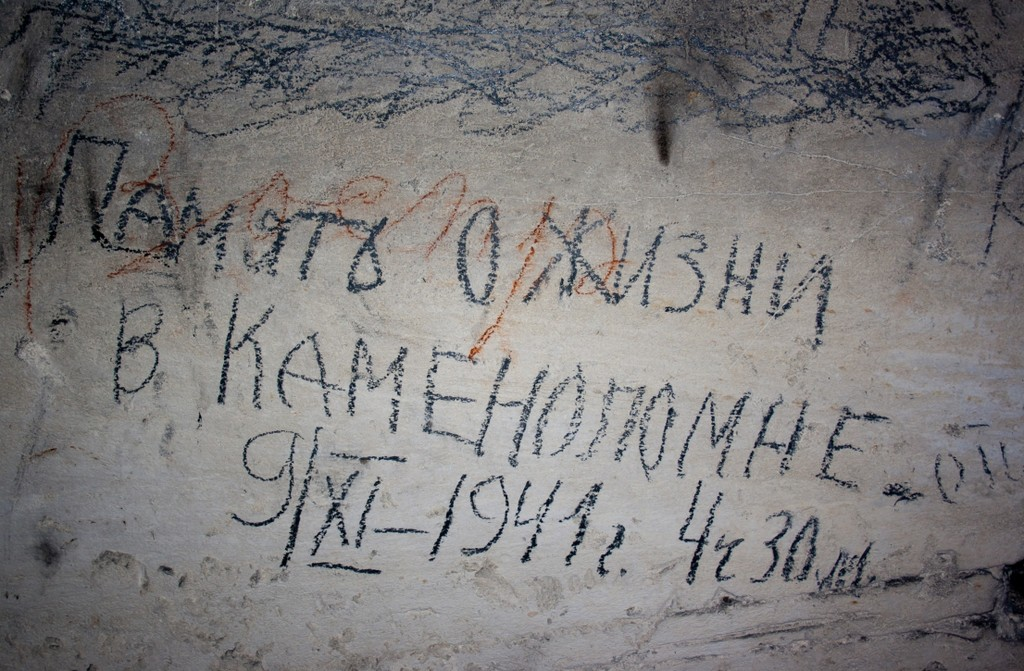
Надпись ноября 1941 года
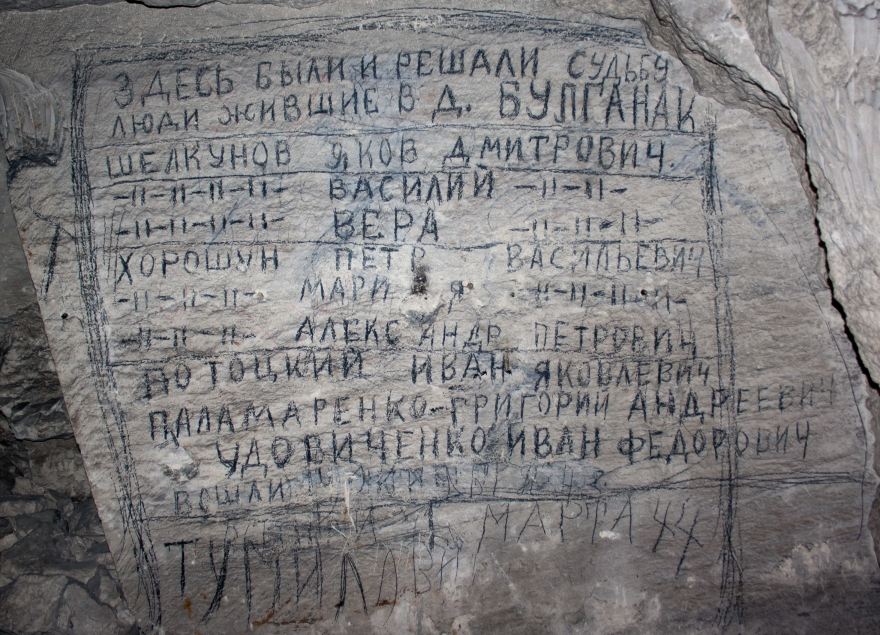
Надпись 1944 года

### Каменоломня Р-10
Находится в восточном части шахтного поля и ранее имела 4 входа. В настоящее время существует только восточный. Каменоломня значительных размеров, только картографированная часть составляет 1500 м.

### Каменоломня Р-13
Находится в южной части шахтного поля, на южном борту старого карьера, с двумя входами на расстоянии 30 м между ними. Ширина разработки по фронту около 200 м, максимальная протяженность вглубь массива достигает 150 м. Ходы имеют протяженность 2150 м. В западной части каменоломня связана с небольшой отдельной выработкой, которая расположена на 2,5 м выше основного горизонта и образует его верхний ярус.

### Каменоломня Р-X
Находится в южной части шахтного поля, на западном борту старого карьера, имеет один вход. Ширина разработки по фронту составляет 240 м, протяженность вглубь массива достигает 160 м. Включает две части, различные по характеру. Западная — в виде упорядоченных галерей ортогональной планировки. В ней были найдены шахтерские надписи с датами 1901—1914 годов. Восточная часть имеет беспорядочную структуру, с большими объёмами выработанных пространств. Общая протяженность ходов выработки 3350 м. В районе имеется ещё несколько разработок, часть из которых в настоящее время засыпана, фрагментирована и не картографирована.

## История
После катастрофы Крымского фронта в мае 1942 года в катакомбах Р-7 находился подземный гарнизон с 18 мая 1942 по август 1942 (найдены многочисленные надписи). Командовал подземным гарнизоном лейтенант М. В. Светлосанов, ранее командир батареи 510-го отдельного зенитно-артиллерийского дивизиона и старшего политрука В. С. Гогитидзе. В период наступления частей 11-й немецкой армии усилились авиационные налёты противника на дивизионные батареи. Противник отрезал их от порта. Остатки 510-го дивизиона, медико-санитарного батальона 396-й стрелковой дивизии и примкнувшие к ним военнослужащие других частей укрылись в галереях каменоломни. Осадную борьбу с мая по август 1942 года вели немногим около 120 солдат и офицеров. Противник не стал сразу штурмовать штольни, выставив охранение из румынских частей. В отличие от Аджимушкайских каменоломен, в районе Булганакских вообще не было колодцев, воду высасывали из стен специальные команды и процеживали через марлю. Работала подземная пекарня. Несколько попыток прорыва были неудачными. Гарнизон погиб почти в полном составе. По одной из версий, М. В. Светлосанов был убит прямо в каменоломнях, по другой - оказался в Симферопольском концлагере и умер от истощения весной 1943 года. 
После Керченско-Эльтигенской десантной операции по этим же местам проходила передовая линия Керченского плацдарма, имеются находки 1943 года, каменоломни использовались в ходе военных действий как укрытия мирного населения.